# Objet primaire (psychanalyse)
Pour les articles homonymes, voir Objet primaire.
L'Objet primaire est un concept freudien repris par Mélanie Klein que l'on retrouve également dans le vocabulaire de Donald Winnicott et Wilfred Bion. Lié a un stade élémentaire du développement psychique, ce concept incarne une unité de perception d'un ensemble individu-environnement non dissocié. L'objet primaire englobe tout ce qui peut être perçu et s'oppose au néant.

## Genèse du principe

### L'échange entre Freud et Jung
On trouve la plupart des bases de ce principe dans un dialogue entre Sigmund Freud et Carl Gustav Jung au sujet de la psychose
Après avoir abandonné sa théorie de la séduction et un clivage moi-plaisir, moi-réel qui la caractérisait, Freud qualifie la psychose de dé-investissement de l'objet. Quand Jung lui répond qu'il suppose qu'il parle bien de l'objet réel, Freud rétorque que « ce ne serait pas de l'objet réel que la libido se retire mais de la représentation d'objet »
Freud introduit là le principe d'objet en psychanalyse dans le cadre d'un mécanisme primaire, au sens de couche archaïque que l'on retrouve dans une notion du narcissisme qu'il développe sur cette base et rapporte à l'univers du discours. Il parle lui de narcissisme primaire.
Si Jung a relevé ce point, c'est que pour sa part il porte l'idée d'un soi préexistant archétypique, lié a l’hérédité et l'unicité physiologique de chacun. Il croit en ce repère dans l'élaboration de la psyché, que le rapport à l'autre, devenant le Moi, construit sur cette base réelle, d'où le questionnement à Freud sur la "réalité" de l'objet désinvesti dans le cas de la psychose.

### Élaborations ultérieures des principes
Les théories plus précisément centrées sur la genèse de la psyché du nouveau-né sont ensuite élaborées par Mélanie Klein dont le travail explore notamment la relation d'objet et la genèse de la psyché dans le rapport du nourrisson à l'objet primaire, sujet développé ensuite notamment par Donald Winnicott. C'est dans les travaux de ce dernier que ce principe est plus particulièrement développé.
Dans le même temps les théories de Jung sont elles aussi développées par l'intermédiaire notamment de Erich Neumann ou encore Michael Fordham, un proche de Winnicott, qui, lui, décrit en 1944 ce soi primaire préexistant.
Suivant l'axe théorique utilisé, freudien ou jungien, cet objet primaire est ainsi, soit une base de l'ensemble du développement psychique, soit un élément qui vient structurer le moi sur un soi préexistant, ouvrant ainsi le sujet de l'axe moi-soi.

## Théorie associée
L'objet primaire serait donc l'état initial de l'objet, en référence à la Théorie de la relation d'objet. Plus généralement en psychanalyse, l'objet primaire rejoint la notion de mère, qu'il ne faut alors pas confondre avec la personne physique bien qu'elle tienne en général un rôle majeur dans cet objet primaire. Mélanie Klein parlera plutôt du sein, bon ou mauvais.

### Le rôle de l'objet primaire
Les divers travaux utilisant ce principe se rejoignent sur la trame suivante qui n'a pas nécessairement de valeur chronologique.
L'objet primaire, à l'origine satisfaisant, aura nécessairement des lacunes, ce qui pousse le nourrisson à percevoir qu'il en est dépendant (et donc à commencer à s'en distinguer).
En organisant ce qu'il ressent en fonction de son environnement, le nourrisson s'identifie à cet objet primaire.
La distinction de son action propre, et de son influence (réelle ou imaginaire) sur cet objet (bon ou mauvais) donne au nourrisson un sentiment d'omnipotence ou d'angoisse.
- La validation de son action par l'objet primaire satisfaisant lui permet de valider la perception de son existence, avec une tendance à s'y assimiler.
- L'invalidation de son action par l'objet primaire non satisfaisant lui permet d'accepter l'existence de l'autre, avec une tendance à la perte de sa propre identité (ou identification du soi).

C'est de l'alternance équilibré de ces émotions (au contact de ce que Winnicott appelle une mère suffisamment bonne) que peut naître la perception de la distinction entre le soi et le non-soi.

### Situation pathologique
Les situations pathologiques déduites de cette expression donnent pour un objet primaire trop mauvais une angoisse de perdition, et la perte de la perception du soi (Winnicott parle de l'agonie du nourrisson) et pour un objet primaire trop satisfaisant le risque de préserver l'illusion de ce sentiment d'omnipotence, au détriment de l'acceptation du non soi (souvent de l'existence autonome de l'autre). 
Ces situations extrêmes sont théoriques, et la situation pathologique ou non, reconnue dans ce schéma est un besoin de contrôler l'autre (besoin de puissance pour se sentir exister) soumis à la peur de la perdition (où soumission est synonyme de perte de soi).  Ce schéma est parfois associé à la "perversion".

### Divers liens théoriques
Dans les théories de Winnicott, c'est aussi de cette relation que naissent le vrai et le faux self.
- La mère qui accepte ces instants de perception de contrôle de cet objet primaire, permet à l'enfant de se sentir exister, et de se construire une personnalité propre (un vrai self).
- La mère qui limite cette perception (sur la base d'un vrai self bien construit), contraint l'enfant à une attitude d'adaptation, donc à se construire une identité de réaction (un faux self). Tout aussi importante cette position permet à l'enfant d'établir les limites et de savoir accepter l'existence de l'autre. C'est pourquoi Winnicott parle de mère suffisamment bonne (sous entendu ni trop ni trop peu).

Il insiste sur l'importance de la construction du vrai self, sans lequel l'individu reste lié à l'angoisse de perdition (que l'on peut lier à la position paranoïde-schizoïde).